# Maastunnel

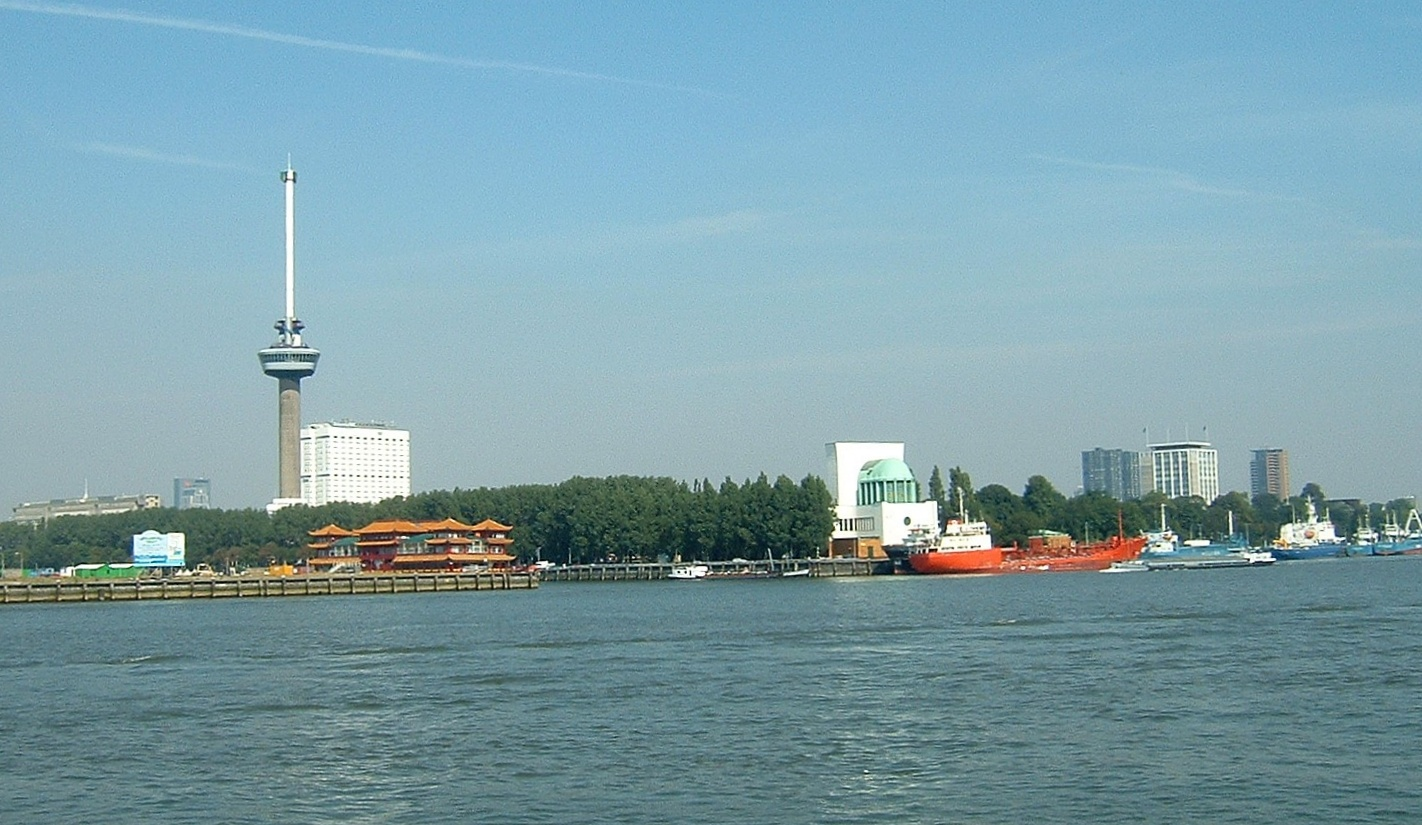
Euromast i wentylacja Tunelu pod Mozą (brzeg północny)

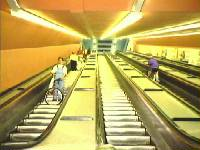
Schody do tunelu dla pieszych i cyklistów (źródło: Beeldbank V&W)

Tunel pod Mozą Maastunnel w Rotterdamie, Holandii (architekci: J.P. van Bruggen, Ad van der Steur) jest najstarszym tunelem budowanym metodą zanurzeniową w kraju. Połączył on brzegi Nowej Mozy, północ i południe miasta Rotterdam. Tunel składa się z czterech rur: dwóch dla ruchu samochodowego i po jednej do komunikacji pieszej i rowerowej. Budowę tunelu rozpoczęto w roku 1937 i zakończono w czasach okupacji hitlerowskiej w 1942 (właściwie już w 1941, jednakże oficjalne otwarcie odbyło się na początku 1942).
Długość tunelu wynosi 1373 metry, wliczając wjazdy. Zamknięty tunel ma długość 1070 metrów. Najgłębszy punkt tunelu znajduje się na głębokości około 20 metrów poniżej poziomu morza. Na powierzchni tunel może być rozpoznany przez dwie charakterystyczne wieże wentylacyjne na brzegach rzeki Mozy.
Każdego dnia korzysta z niego około 60 tysięcy pojazdów, wielu cyklistów oraz piesi. To sprawia, że Tunel pod Mozą jest ważnym elementem w systemie komunikacyjnym Rotterdamu.

## Historia
Budowa tunelu została poprzedzona intensywnymi dyskusjami. Wszyscy byli zgodni, że nowe połączenie pomiędzy rozdzielonym rzeką Rotterdamem jest potrzebne, by rozładować ruch lokalny (przede wszystkim pieszy i rowerowy) oraz ruch krajowy (połączenie drogowe północy z południem). Skoncentrowano się zatem na odpowiedzi na pytanie, czy lepszym rozwiązaniem będzie budowa mostu (rozwiązanie sugerowane przez rząd) czy tunelu (rozwiązanie lansowane w Rotterdamie). Władze Rotterdamu motywowały swoją decyzję o budowie tunelu względami ekonomicznymi: tunel był tańszy od mostu, tym bardziej że gdyby zdecydowano się na to drugie rozwiązanie, wysokość mostu musiałaby być duża, co najmniej 60 m, tak by umożliwić swobodny ruch statków. 15 czerwca 1937 prezydent miasta Droogleever Fortuyn dał zielone światło na budowę Tunelu pod Mozą.
Po wybuchu drugiej wojny światowej budowa była kontynuowana pod okupacją niemiecką. Tunel został otwarty 14 lutego 1942, jednakże wydarzeniu temu nie towarzyszyły żadne uroczystości. Przekazy pozwalają wierzyć, że podczas otwarcia oficjele zauważyli dwóch chłopców na rowerach wyjeżdżających z tunelu (inne przekazy mówią o trzech). Nikt jednak nie zauważył ich wejścia do tunelu z drugiej strony. Tym samym Joop Otte i Cor Wiegman zostali uznani za pierwsze osoby, które skorzystały z tunelu.
Tunel pod Mozą był pierwszym tunelem samochodowym w Holandii. Pod koniec wojny przystosowano tunel do ruchu trolejbusowego. Mimo że przygotowano dwa trolejbusy do eksperymentalnych przejazdów, w końcu żaden z nich nie został wykorzystany. Natomiast w roku 1944 okupanci obłożyli tunel materiałami wybuchowymi tak, że w każdej chwili mógł zostać wysadzony w powietrze. Tunel nie wysadzono prawdopodobnie tylko dlatego, że zapłon został uszkodzony przez ruch oporu.

## Budowa
Tunel pod Mozą został zbudowany metodą zanurzeniową. Poszczególne segmenty konstruowano w suchym doku, transportowano na miejsce docelowe i zatapiano. Tą samą metodą zbudowano później wiele innych tuneli w Holandii. Każdy z dziewięciu segmentów tunelu miał długość 61,35 metrów, wysokości 9 metrów i szerokość 25 metrów. Ponadto do tunelu rowerowego i pieszego (na obu brzegach rzeki) wybudowano schody i hole wejściowe. W jednej z wież przy wejściu do tunelu funkcjonowało laboratorium badające jakość powietrza.

## Galeria

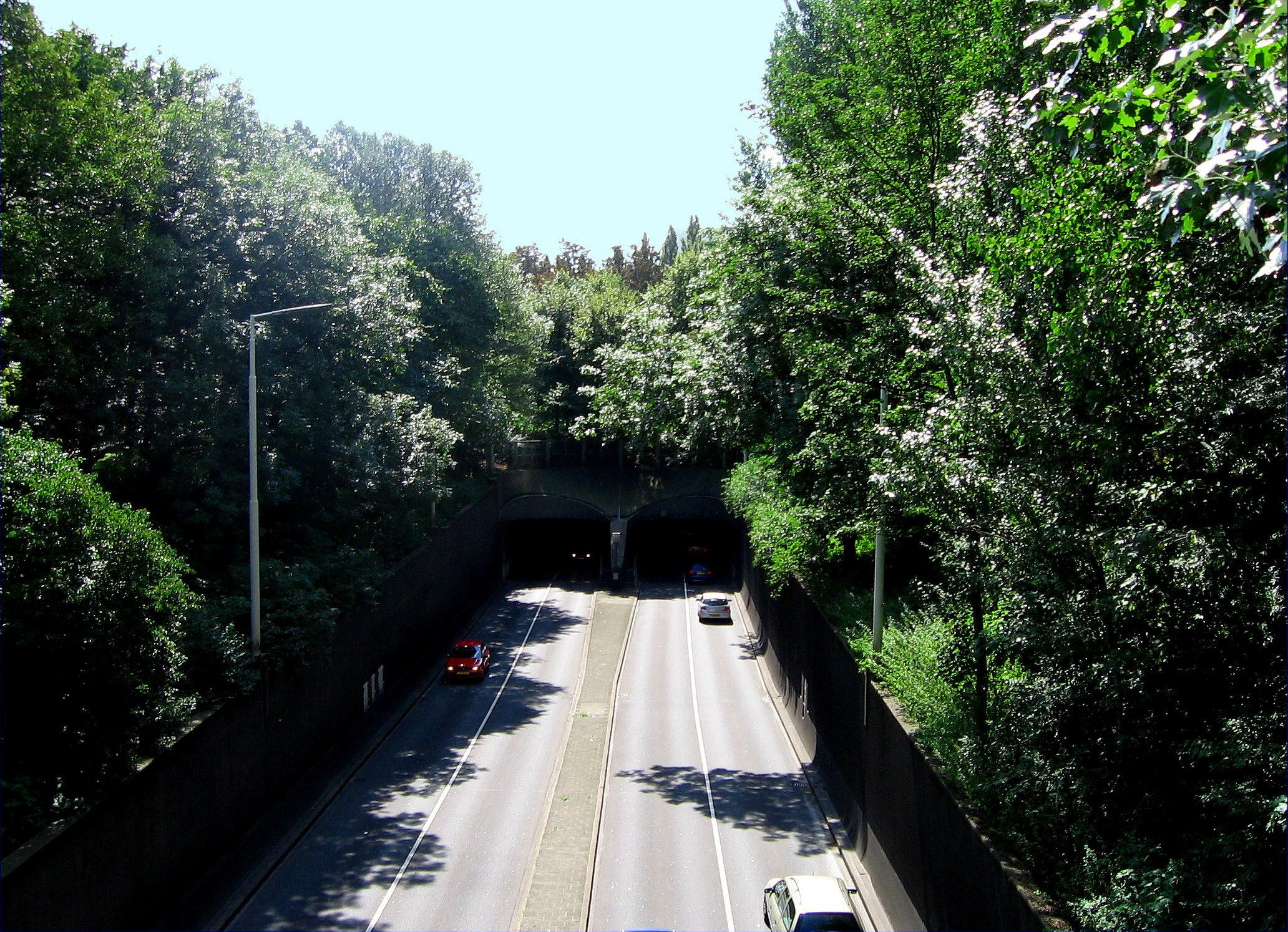
Wjazd do tunelu od strony północnej
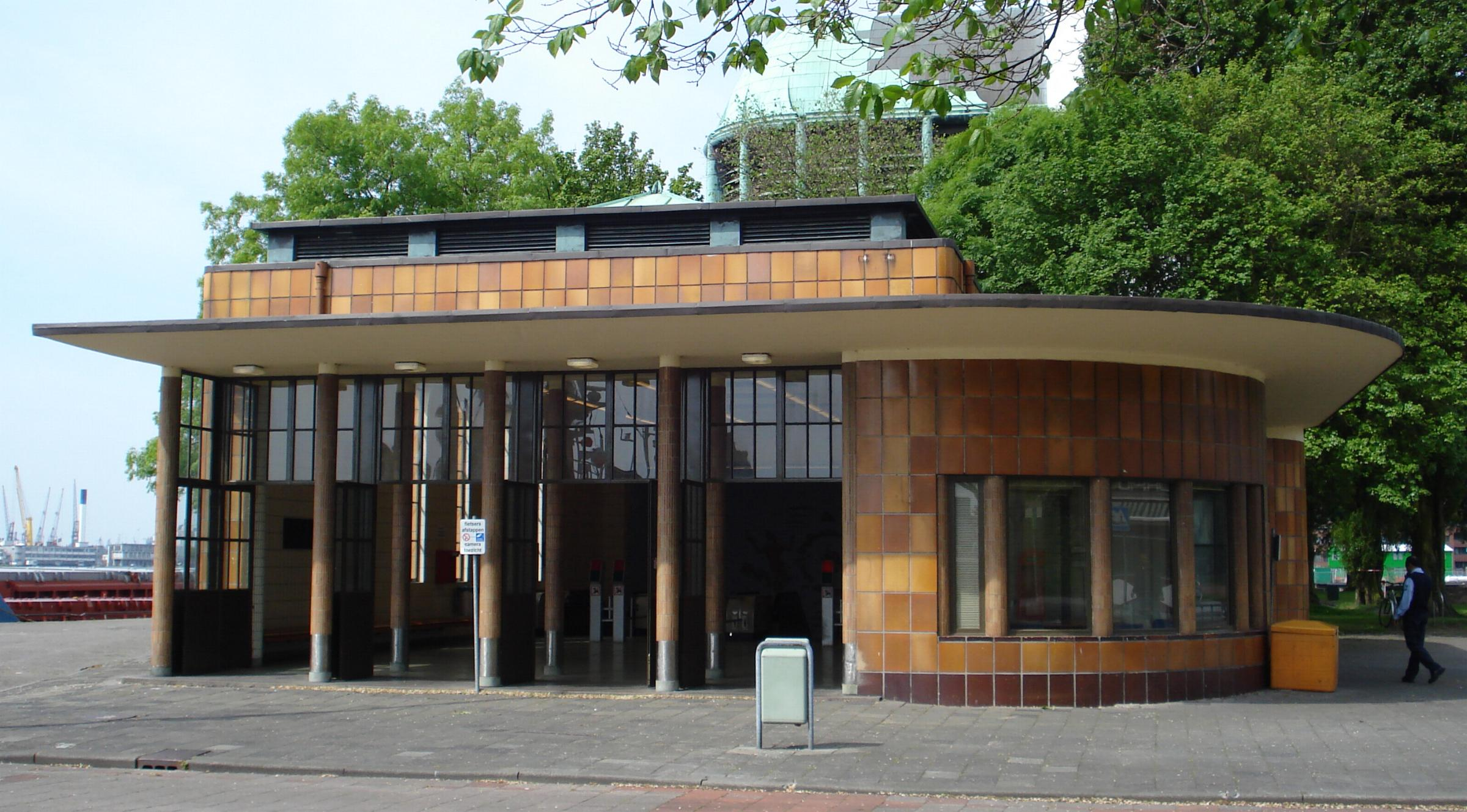
Wejście dla pieszych i cyklistów - strona północna
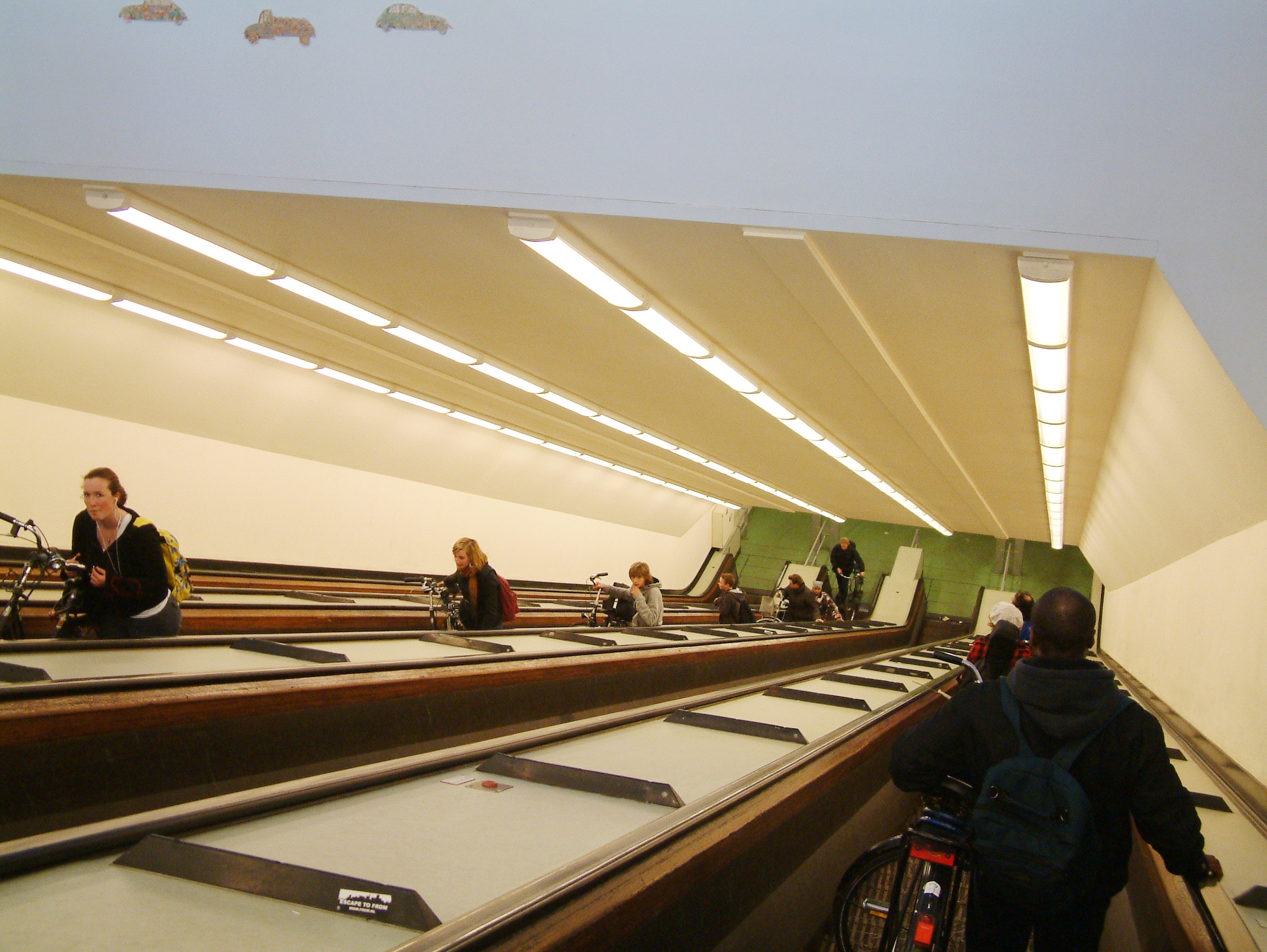
Ruchome schody
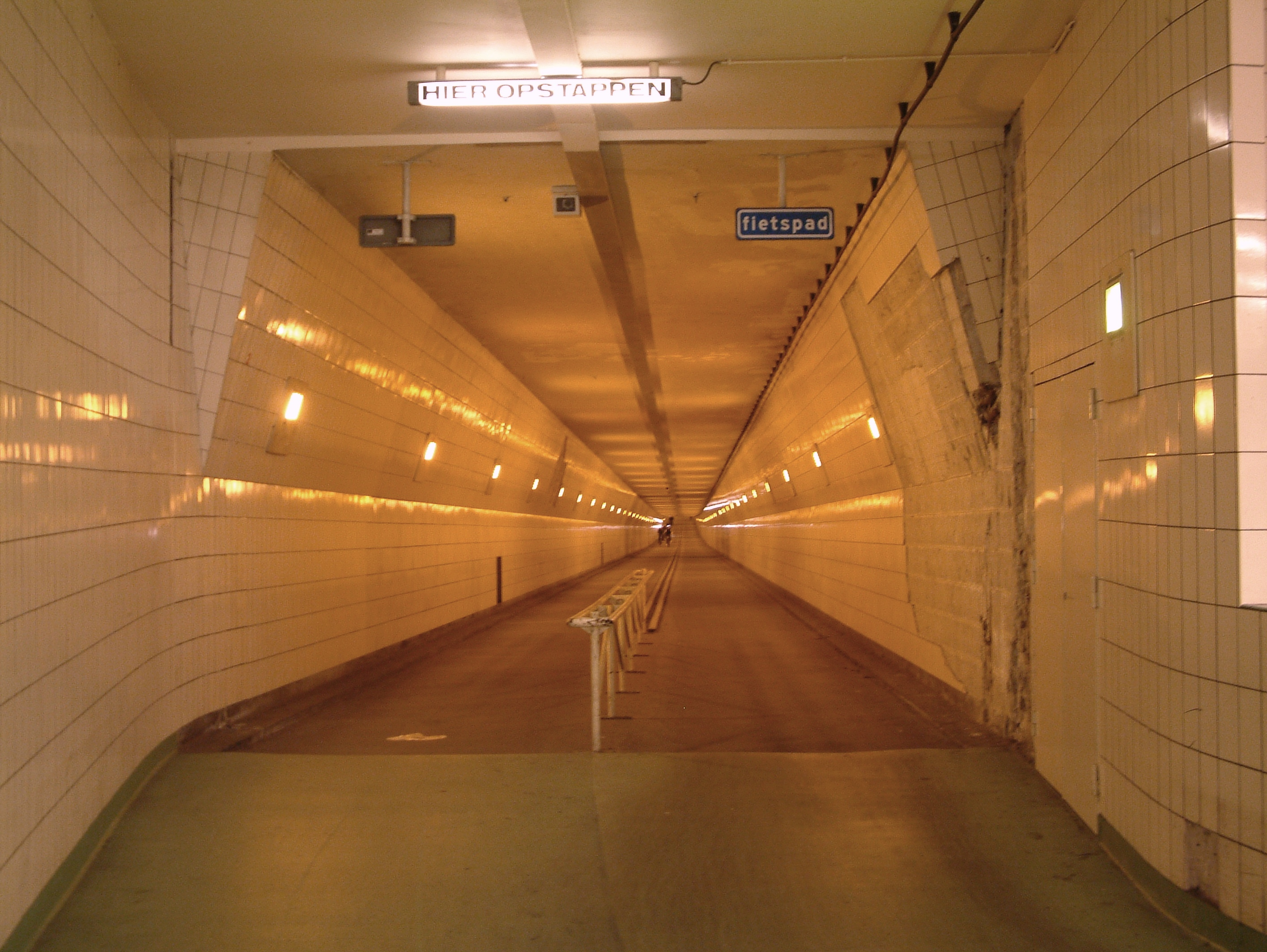
Tunel dla rowerów